# Heikki Riihiranta
Heikki Lauri Olavi „Hexi“ Riihiranta (* 4. Oktober 1948 in Helsinki) ist ein ehemaliger finnischer Eishockeyspieler und -funktionär, der im Verlauf seiner aktiven Karriere zwischen 1966 und 1983 unter anderem 191 Spiele für die Winnipeg Jets in der World Hockey Association (WHA) auf der Position des Verteidigers bestritten hat. Den Großteil seiner Karriere verbrachte Riihiranta aber in seiner finnischen Heimat bei Helsingfors IFK, mit dem er fünf Meistertitel gewann, davon zwei als Mannschaftskapitän. Mit den Winnipeg Jets konnte er im Jahr 1976 die Avco World Trophy gewinnen. Für seine Verdienste um das finnische Eishockey wurde er 1991 in die Finnische Eishockey-Ruhmeshalle aufgenommen.

## Karriere
Riihiranta durchlief während seiner Juniorenzeit die Nachwuchsabteilung von Karhu-Kissat, einem der zahlreichen Eishockeyvereine seiner Geburtsstadt Helsinki. Dort spielte der Verteidiger bis kurz vor seinem 19. Geburtstag im Jahr 1967. Bereits in der Saison 1965/66 hatte er in der Profimannschaft debütiert, die in der zweitklassigen Suomi-sarja spielte.
Zur Saison 1967/68 wechselte Riihiranta innerhalb der Stadtgrenzen Helsinkis zu Helsingfors IFK in die höherklassige SM-sarja. In Diensten des HIFK verbrachte der Abwehrspieler zunächst bis 1974 sieben überaus erfolgreiche Jahre. Bereits in seinem zweiten Jahr gewann er mit dem Team am Ende der Spielzeit 1968/69 die finnische Meisterschaft. Den Titelgewinn wiederholte HIFK im folgenden Spieljahr. Nachdem die Mannschaft im Jahr 1973 Vizemeister geworden war, folgte in der Saison 1973/74 der dritte Titelgewinn binnen fünf Jahren. Dazu leistete der mittlerweile 25-jährige Defensivakteur einen großen Anteil. Mit 32 Scorerpunkten in 36 Spielen stellte er einen neuen Karrierebestwert auf und wurde am Saisonende ins All-Star-Team der SM-sarja gewählt.
Im Anschluss an diesen Erfolg verließ Riihiranta seine finnische Heimat und wechselte – wie auch sein Landsmann Veli-Pekka Ketola vom Ligakonkurrenten Porin Ässät – nach Nordamerika. Dort waren sie von den Winnipeg Jets aus der World Hockey Association (WHA) unter Vertrag genommen worden, wo das Duo mit Beginn der Spielzeit 1974/75 aufs Eis ging. Die Jets verpflichteten zu diesem Zeitpunkt zahlreiche Spieler aus Skandinavien. Der Verteidiger verbrachte drei Jahre bei den Jets, mit denen er am Ende der Playoffs 1976 die Avco World Trophy gewann. In der Finalserie besiegten sie den Vorjahresmeister Houston Aeros glatt mit 4:0. Im Verlauf der Spielzeit 1976/77 wurde er gemeinsam mit Ketola und Ron Ward im Tausch für Danny Lawson und Mike Ford zu den Calgary Cowboys transferiert, für die er aber bis zu deren Auflösung nach der Saison kein Spiel bestritt.
Im Sommer 1977 kehrte der Finne in sein Heimatland zurück und spielte fortan wieder für den Helsingfors IFK, deren Mannschaftskapitän er bis zu seinem Karriereende im Jahr 1983 war. Binnen der sechs Spielzeiten in der nun als SM-liiga firmierenden höchsten Spielklasse gewann er mit der Mannschaft in den Jahren 1980 und 1983 zwei weitere Meistertitel. Nach dem insgesamt fünften Titelgewinn zog sich der 34-Jährige als Aktiver aus dem Sport zurück. In der Folge vergab der HIFK seine Trikotnummer 5 an keinen weiteren Spieler mehr.
Nach seinem Karriereende pausierte Riihiranta mehrere Jahre, ehe er im Jahr 1992 vom finnischen Eishockeyverband Suomen Jääkiekkoliitto verpflichtet wurde. Zwischen 1992 und 2003 fungierte er als Team-Manager der finnischen A-Nationalmannschaft. In diesem Zeitraum betreute er die Mannschaft beim elf Weltmeisterschaften, vier Olympischen Winterspielen und dem World Cup of Hockey 1996. Im Jahr 1995 gewann er mit dem Team die Goldmedaille bei der Weltmeisterschaft. Es war zugleich der erste Weltmeistertitel für die Finnen. Bereits vor seinem Engagement war Riihiranta im Jahr 1991 als 78. Mitglied für seine Verdienste um den Eishockeysport in Finnland in die Finnische Eishockey-Ruhmeshalle aufgenommen worden.

### International
Für sein Heimatland nahm Riihiranta mit der finnischen Nationalmannschaft an den Olympischen Winterspielen 1972, vier Weltmeisterschaften sowie dem ersten Canada Cup 1976 teil.
Seinen ersten internationalen Auftritt hatte Riihiranta dabei bei der Weltmeisterschaft 1970 in der schwedischen Landeshauptstadt Stockholm. Dort belegte er mit der Mannschaft den vierten Rang. Dieselbe Endplatzierung erreichte er mit dem Team auch bei den Weltmeisterschaften 1972, 1973 und 1974. Insgesamt absolvierte der Verteidiger 36 WM-Spiele, in denen er sechs Punkte sammelte. Ebenso kam Riihiranta bei den Olympischen Winterspielen 1972 im japanischen Sapporo zu Einsätzen und bestritt darüber hinaus den ersten Canada Cup im Jahr 1976 mit der finnischen Landesauswahl. In den Medaillenrängen konnte sich die Mannschaft aber auch bei diesen Wettbewerben nicht platzieren.

## Erfolge und Auszeichnungen
| - 1969 Finnischer Meister mit Helsingfors IFK - 1970 Finnischer Meister mit Helsingfors IFK - 1973 Finnischer Vizemeister mit Helsingfors IFK - 1974 Finnischer Meister mit Helsingfors IFK - 1974 SM-sarja All-Star-Team | - 1976 Avco-World-Trophy-Gewinn mit den Winnipeg Jets - 1980 Finnischer Meister mit Helsingfors IFK - 1983 Finnischer Meister mit Helsingfors IFK - 1991 Aufnahme in die Finnische Eishockey-Ruhmeshalle (78) |

## Karrierestatistik

### International
Vertrat Finnland bei:
| - Weltmeisterschaft 1970 - Olympischen Winterspielen 1972 - Weltmeisterschaft 1972 | - Weltmeisterschaft 1973 - Weltmeisterschaft 1974 - Canada Cup 1976 |

(Legende zur Spielerstatistik: Sp oder GP = absolvierte Spiele; T oder G = erzielte Tore; V oder A = erzielte Assists; Pkt oder Pts = erzielte Scorerpunkte; SM oder PIM = erhaltene Strafminuten; +/− = Plus/Minus-Bilanz; PP = erzielte Überzahltore; SH = erzielte Unterzahltore; GW = erzielte Siegtore; 1 Play-downs/Relegation; Kursiv: Statistik nicht vollständig)